# Milan Barták
Milan Barták (4. ledna 1942, Čelovce - 9. května 2018, Záriečie) byl slovenský fotbalista, útočník.

## Fotbalová kariéra
Začínal v Lokomotíve Pezinok. V československé lize hrál za Spartak Trnava a Spartak ZJŠ Brno. Nastoupil ve 20 ligových utkáních a dal 2 góly. Ve Veletržním poháru nastoupil v roce 1962 v utkání proti rumunskému týmu Petrolul Ploiesti.

## Ligová bilance
| Ročník                                   | Zápasy | Góly | Klub | Minuty           |
| ---------------------------------------- | ------ | ---- | ---- | ---------------- |
| 1. československá fotbalová liga 1960/61 | 10     | 2    | 609  | Spartak Trnava   |
| 1. československá fotbalová liga 1962/63 | 9      | 0    | 647  | Spartak ZJŠ Brno |
| 1. československá fotbalová liga 1964/65 | 1      | 0    | 45   | Spartak Trnava   |
| CELKEM                                   | 20     | 2    | 1301 |                  |